# 唐石霞
唐石霞（とうせきか、光緒30年（1904年） - 1993年）は、清の皇族愛新覚羅溥傑の前妻、中華民国・香港の画家。満州鑲紅旗他他拉（タタラ）氏出身。伯母は共に光緒帝の側妃である瑾妃（温靖皇貴妃）と珍妃（恪順皇貴妃）。

## 経歴
伯母端康太妃の後見の下、紫禁城内で養育され、溥儀の幼馴染として育つ。
1924年1月12日、すでに退位していた溥儀の弟で、当時17歳の溥傑と結婚する。1927年、北京飯店の舞踏会で出逢った張学良と関係を深めた末に不倫関係に陥るなど、その美貌から多くの男性と浮き名を流した。溥傑との関係は完全に冷めたものとなり、盧永祥の息子盧小嘉の愛人となる。また、溥傑の日本留学中に醇親王府から大量の財宝を盗難したことを原因に別居し、長きに渡る争議の末、離婚するに至る。

溥傑との離婚後はその才能を活かして上海や台湾、香港で書家や画家として活躍したり、香港大学で、中国語の教鞭をとるなどした。